# Parola (teoria dei gruppi)
Nella teoria dei gruppi, una parola è qualsiasi prodotto scritto di elementi di un gruppo e dei loro inversi. Ad esempio, se x, y e z sono elementi di un gruppo G, allora xy, z−1 xzz e y−1 zxx−1 yz−1 sono parole nell'insieme {x, y, z}. Due parole diverse possono avere lo stesso valore in G, o anche in ogni gruppo. Le parole svolgono un ruolo importante nella teoria dei gruppi liberi e delle presentazioni, e sono oggetti centrali di studio nella teoria combinatoria dei gruppi.

## Definizioni
Sia G un gruppo, e sia S un sottoinsieme di G . Una parola in S è qualsiasi espressione della forma
{\displaystyle s_{1}^{\varepsilon _{1}}s_{2}^{\varepsilon _{2}}\cdots s_{n}^{\varepsilon _{n}}}
dove s1,...,sn sono elementi di S, detti generatori, e ogni εi è ±1. Il numero n è noto come lunghezza della parola.
Ogni parola in S rappresenta un elemento di G, cioè il prodotto dell'espressione. Per convenzione, l'unico elemento identità può essere rappresentato dalla parola vuota, che è la parola univoca di lunghezza zero.

## Notazione
Quando si scrivono parole, è comune usare la notazione esponenziale come abbreviazione. Ad esempio, la parola
{\displaystyle xxy^{-1}zyzzzx^{-1}x^{-1}\,}
potrebbe essere scritta come
{\displaystyle x^{2}y^{-1}zyz^{3}x^{-2}.\,}
Quest'ultima espressione non è una parola in sé — è semplicemente una notazione più breve dell'originale.
Quando si ha a che fare con parole lunghe, può essere utile usare una linea soprastante per denotare gli inversi degli elementi di S. Usando la notazione sopralineata, la parola di prima verrebbe scritta come segue:
{\displaystyle x^{2}{\overline {y}}zyz^{3}{\overline {x}}^{2}.\,}

## Parole ridotte
Qualsiasi parola in cui un generatore appare accanto al proprio inverso (xx−1 o x−1x) può essere semplificata omettendo la coppia ridondante:
{\displaystyle y^{-1}zxx^{-1}y\;\;\longrightarrow \;\;y^{-1}zy.}
Questa operazione è nota come riduzione e non modifica l'elemento del gruppo rappresentato dalla parola. Le riduzioni possono essere considerate come relazioni (definite di seguito) che derivano dagli assiomi di gruppo.
Una parola ridotta è una parola che non contiene coppie ridondanti. Qualsiasi parola può essere semplificata in una parola ridotta eseguendo una sequenza di riduzioni:
{\displaystyle xzy^{-1}xx^{-1}yz^{-1}zz^{-1}yz\;\;\longrightarrow \;\;xyz.}
Il risultato non dipende dall'ordine in cui vengono eseguite le riduzioni.
Una parola viene ridotta ciclicamente se e solo se viene ridotta ogni permutazione ciclica della parola.

## Operazioni sulle parole
Il prodotto di due parole si ottiene per concatenazione:
{\displaystyle \left(xzyz^{-1}\right)\left(zy^{-1}x^{-1}y\right)=xzyz^{-1}zy^{-1}x^{-1}y.}
Anche se le due parole vengono ridotte, il prodotto potrebbe non esserlo.
L'inverso di una parola si ottiene invertendo ciascun generatore, e invertendo l'ordine degli elementi:
{\displaystyle \left(zy^{-1}x^{-1}y\right)^{-1}=y^{-1}xyz^{-1}.}
Il prodotto di una parola con il suo inverso può essere ridotto alla parola vuota:
{\displaystyle zy^{-1}x^{-1}y\;y^{-1}xyz^{-1}=1.}
Si può spostare un generatore dall'inizio alla fine di una parola mediante coniugazione:
{\displaystyle x^{-1}\left(xy^{-1}z^{-1}yz\right)x=y^{-1}z^{-1}yzx.}

## Insieme generatore di un gruppo
Un sottoinsieme S di un gruppo G è detto insieme generatore se ogni elemento di G può essere rappresentato da una parola in S.
Quando S non è un insieme generatore per G, l'insieme degli elementi rappresentati dalle parole in S è un sottogruppo di G, noto come sottogruppo di G generato da S e solitamente indicato {\displaystyle \langle S\rangle }. È il più piccolo sottogruppo di G che contiene gli elementi di S.

## Forme canoniche
Una forma canonica per un gruppo G con l'insieme generatore S è una scelta di una parola ridotta in S per ciascun elemento di G. Per esempio:
- Le parole 1, i, j, ij sono una forma canonica per il 4-gruppo di Klein con S = {i, J} e 1 che rappresenta la parola vuota (l'elemento identitario del gruppo).
- Le parole 1, r, r2, ..., rn-1, s, sr, ..., srn-1 sono una forma canonica per il gruppo diedrale Dihn con S = {s, r} e 1 come sopra.
- L'insieme di parole della forma xmyn per m,n ∈ Z è una forma canonica per il prodotto diretto dei gruppi ciclici ⟨x⟩ e ⟨y⟩ con S = {x, y}.
- L'insieme delle parole ridotte in S costituisce l'unica forma canonica del gruppo libero su S.

## Relazioni e presentazioni
Se S è un insieme generatore per un gruppo G, una relazione è una coppia di parole in S che rappresentano lo stesso elemento di G. Questi sono solitamente scritti come equazioni, ad es {\displaystyle x^{-1}yx=y^{2}.\,} Un insieme {\displaystyle {\mathcal {R}}} di relazioni definisce G se ogni relazione in G consegue logicamente da quelle in {\displaystyle {\mathcal {R}}} utilizzando gli assiomi di gruppo. Una presentazione per G è una coppia {\displaystyle \langle S\mid {\mathcal {R}}\rangle }, dove S è un insieme generatore per G e {\displaystyle {\mathcal {R}}} è un insieme di relazioni che lo definiscono.
Ad esempio, il 4-gruppo di Klein può essere definito dalla presentazione
{\displaystyle \langle i,j\mid i^{2}=1,\,j^{2}=1,\,ij=ji\rangle .}
Qui 1 denota la parola vuota, che rappresenta l'elemento identitario.

## Gruppi liberi
Se S è un insieme qualsiasi, il gruppo libero su S è il gruppo con presentazione {\displaystyle \langle S\mid \;\rangle }. In altri termini, il gruppo libero su S è il gruppo generato dagli elementi di S, senza relazioni aggiuntive. Ogni elemento del gruppo libero si scrive univocamente come parola ridotta in S.